# Bothriurus flavidus
Espèce
Synonymes
- Bothriurus pringlosianus Mello-Leitão, 1931

Bothriurus flavidus est une espèce de scorpions de la famille des Bothriuridae.

## Distribution
Cette espèce est endémique d'Argentine. Elle se rencontre dans les provinces de Buenos Aires, d'Entre Ríos, de Córdoba, de La Pampa et de San Luis.

## Description
Le mâle mesure 29,62 mm et la femelle 31,52 mm.

## Publication originale
- Kraepelin, 1911 : Neue Beitrage zur Systematik der Gliederspinnen. Mitteilungen aus dem Naturhistorischen Museum in Hamburg, vol. 28, p. 57-107 (texte intégral).